# カリーヌ
カリーヌ・デマレ・桂（Carine Desmarais　Katsura、1981年11月28日 - ）は、日本のファッションモデル、タレント。ピラティス・ヨガインストラクター。 父がフランス系カナダ人で母が日本人のハーフ。国籍はカナダ。 女性ファッション誌『CUTiE』など宝島社を中心にモデル活動、各種テレビ番組（エブリナイトフジ、恋のから騒ぎなど）への露出で知られている。妹にモデルのマリエを持つ。

## 経歴
幼少からモデルとして活動。VOCEなど美容・ファッション系雑誌やダイハツ、日産TVCFに出演。
2005年にヨガ指導者資格を取得。
2017年より、ヨガのパフォーマンス向上を目指し、ピラティス指導者の平島久弥氏に主従ピラティスインストラクターとしてのキャリアをスタートする。現在はモデル / ピラティス・ヨガインストラクター / ウォーキング・ポージングティーチャーとして活動。
2023より自身のブランド「CARINE des MARAIS」のプロデュースを開始。

## 資格
・Power Yoga RYT200
・Pilates Academy for Body Arts® MAT/MACHINE Pilates Instructor
・ ウォーキング・ポージングインストラクター